# Olga Poblete
 Olga Poblete de Espinoza  (* 21. Mai 1908 in Tacna, Peru; † 17. Juli 1999 in Santiago de Chile, Chile) war eine chilenische Historikerin, Hochschullehrerin, Schriftstellerin und Frauenrechtlerin.

## Leben und Werk
Poblete wurde als Tochter einer alleinerziehenden Mutter in Tacna geboren, was derzeit nach dem Salpeterkrieg von Chile verwaltet wurde und erst 1929 wieder zu Peru gehörte. Pobletes Mutter zog nach Santiago, wo sie zuerst als Schneiderin tätig war und sich später zur Hebamme ausbilden ließ. Poblete besuchte das Liceo de Aplicación und studierte am Instituto Pedagógico de la Universidad de Chile, wo sie 1928 den Abschluss als Lehrerin für Geographie, Geschichte und Bürgerkunde erhielt. 1928 kehrte sie als Lehrerin an das Liceo de Aplicación zurück und war von 1930 bis 1934 dort Professorin für Geschichte und Geographie. Sie übernahm die Leitung des 1932 gegründeten Instituts für Sozialwissenschaften des Manuel de Salas Experimental Lyceum, dessen erste Direktorin Amanda Labarca war.
1933 heiratete sie Humberto Espinosa, mit dem sie zwei Kinder bekam. Mit ihrem Ehemann gründete sie 1933 im Cajón del Maipo den Club Andino de Chile in der Nähe des Deutschen Andenclubs in Lo Valdés.
Von 1945 bis 1946 reiste sie mit einem Stipendium an das Teachers College der Columbia University in New York in die USA und erhielt 1947 den Master of Art in Education und kehrte nach Chile zurück. Von 1946 bis 1952 war sie Assistenzprofessorin am Lehrstuhl für Universalgeschichte des Pädagogen, Dekans und Rektors der Universität von Chile Juan Gómez Millas an der Fakultät für Philosophie und Pädagogik. Von 1952 bis 1970 leitete sie den Lehrstuhl für Zeitgeschichte an der Universidad de Chile. Sie war in nationalen und internationalen Sommerschulprogrammen aktiv, darunter am Columbia Teachers College in New York.  Sie war die erste Universitätsprofessorin in Lateinamerika, die Kurse in der Geschichte des Fernen Ostens und Afrikas unterrichtete.
1968 wurde sie zur Direktorin der Fakultät für Philosophie und Pädagogik der Universität von Chile ernannt. Parallel zur Leitung des Pädagogischen Instituts lehrte sie weiter und war bis zum Eintritt in den Ruhestand 1970 Direktorin. Sie unterrichtete weiterhin ehrenamtlich als Professorin über den Nahen Osten, Indien und den Fernen Osten.
Im August 1971 berief Präsident Salvador Allende sie in die Nationale Organisationskommission der Dritten Konferenz der  Vereinten Nationen für Handel und Entwicklung (UNCTAD), die 1972 in Santiago stattfand. 1973 wurde sie von ihren Aufgaben als Ad-Honorem-Professorin in der Abteilung für Geschichte suspendiert, ihre Bücher wurden verboten und aus dem Verkehr gezogen.

## Politische Aktivität
1931 beteiligte sie sich an der Avance, einer Studentengruppe der 1920er Jahre und demonstrierte zum Sturz der Diktatur von General Carlos Ibáñez del Campo. Obwohl sie keiner politischen Partei angehörte, unterstützte sie von 1936 bis 1941 die Frente Popular und arbeitete von 1970 bis 1973 mit der Regierung von Präsident Salvador Allende zusammen.
Poblete reiste im Namen der internationalen Friedensbewegung in viele Länder und war 1949 Mitbegründerin der Movimiento Chileno de Partidarios de la Paz und von 1960 bis 1966 die Vertreterin Lateinamerikas im Ökumenischen Friedensrat und Präsidentin des chilenischen Friedenskomitees bis 1973.  Während der Diktatur in Chile organisierte sie Verteilung von Essenskörben an arbeitslose Familien, hielt Reden, kuratierte Ausstellungen und schrieb zahlreiche Bücher, darunter die Biographie ihrer Freundin und Genossin Elena Caffarena.

## Tätigkeit in der Frauenrechtsbewegung
1938 nahm sie an der Bewegung zur Emanzipation chilenischer Frauen (MEMCH) teil, die von Elena Caffarena, Graciela Mandujano und Marta Vergara gegründet worden war. Sie war ein aktives Mitglied dieser Organisation, die sich nicht nur für das Wahlrecht der Frauen einsetzte, das 1949 in Chile erreicht wurde, sondern auch für die Rechte der Frauen über ihren Körper, für die Scheidung und für eine stärkere Einbeziehung in das chilenische soziale und politische Umfeld. 1947 übernahm sie die Leitung dieser Organisation, die 1951 aufgelöst wurde.  Zusammen mit Caffarena gründete sie während der Militärdiktatur die Bewegung neu als MEMCH 83. Am 8. März 1974 organisierte und leitete sie mit anderen Frauen die Feier des Internationalen Frauentags in Chile.

## Ehrungen
- 1961: Internationaler Lenin-Friedenspreis[1]
- 1988: Eugenie-Medaille, Internationale Demokratische Frauenföderation

## Veröffentlichungen (Auswahl)
- Ideario de Manuel de Salas. 1754–1841: homenaje en el primer centenario de su muerte. Santiago, Escuela Nacional de Artes Gráficas. 1941.
- La guerra, la paz, los pueblos. Ediciones Tacora. 1990.
- Una mujer, Elena Caffarena. Ediciones la Morada/Editorial Cuarto Propio, 1999, ISBN 978-956-260-048-4.